# 산마르티노산니타
산마르티노산니타(이탈리아어: San Martino Sannita)는 이탈리아 캄파니아주 베네벤토도의 코무네다. 나폴리로부터 북동쪽 60km 베네벤토로부터 남동쪽 9km 거리에 위치해있다.